# Scotinotylus ambiguus
Scotinotylus ambiguus is een spinnensoort uit de familie hangmatspinnen (Linyphiidae). De soort komt voor in de Verenigde Staten en Canada